# Abe Bonnema
Abe Bonnema (Stiens, 6 september 1926 – Groningen, 9 augustus 2001) was een Nederlandse architect die in de laatste twee decennia van de twintigste eeuw een aantal markante kantoorgebouwen heeft ontworpen. 

## Biografie

### Levensloop
Bonnema was de zoon van een bouwkundige. Hij ging naar de Rijks-HBS van Leeuwarden. Hij studeerde bouwkunde aan de Technische Hogeschool in Delft. Na afronding van zijn studie begon hij een bureau voor architectuur en ruimtelijke ordening. Bonnema begon zijn bedrijf in eerste instantie in Leeuwarden en verplaatste het later naar Hardegarijp, waar hij ook woonde. 
Aan het begin van zijn loopbaan hield Bonnema zich vooral met woningbouwprojecten bezig. In de laatste twintig jaar voor zijn dood bouwde hij vooral grote kantoorgebouwen. Bonnema was een functionalist. In zijn optiek waren gebouwen gebruiksartikelen die moesten voldoen aan de eisen die de gebruiker stelt. Daarbij volgt de vorm vanzelf uit de functie.

### Werken

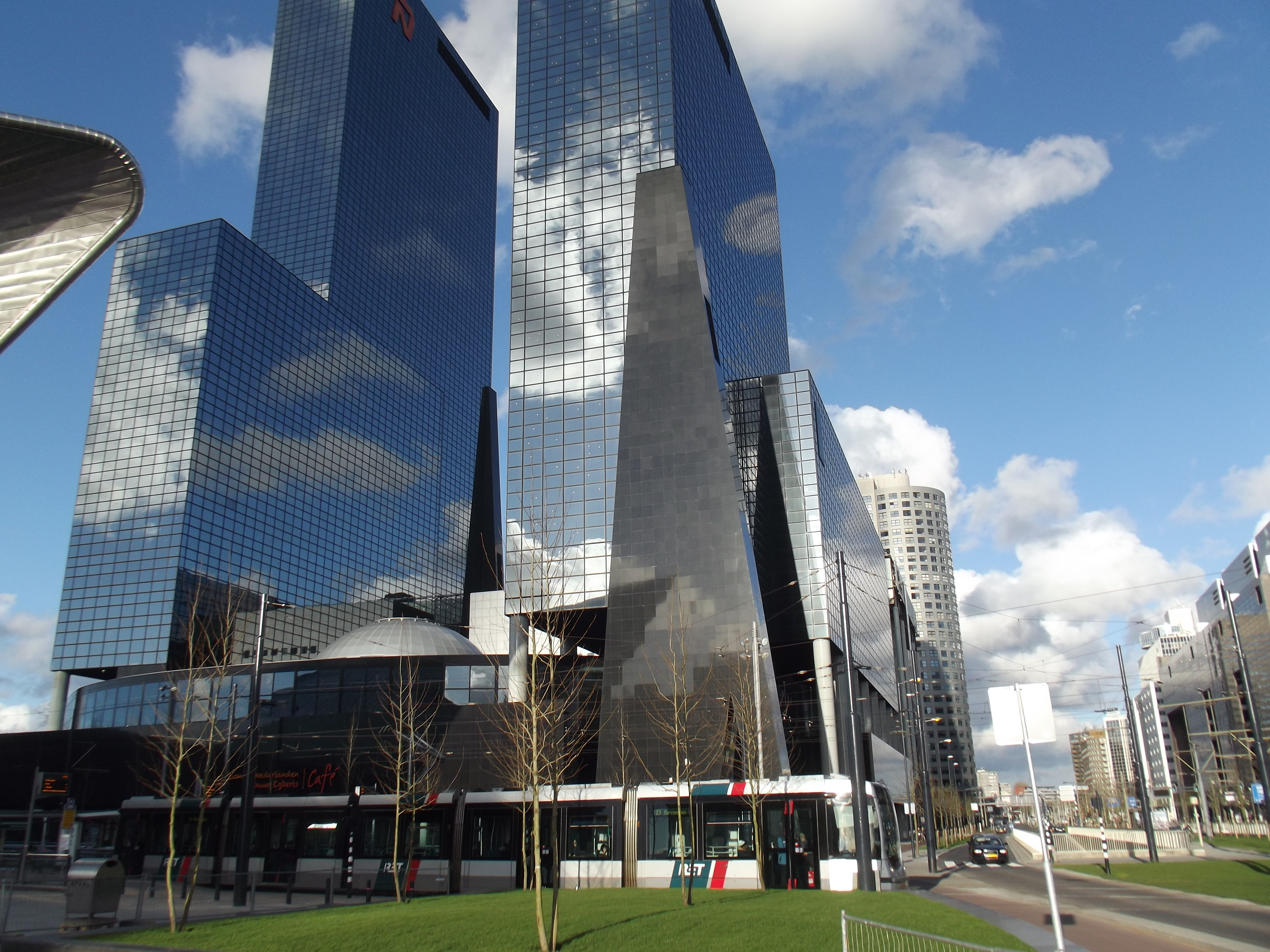
De Delftse Poort in Rotterdam

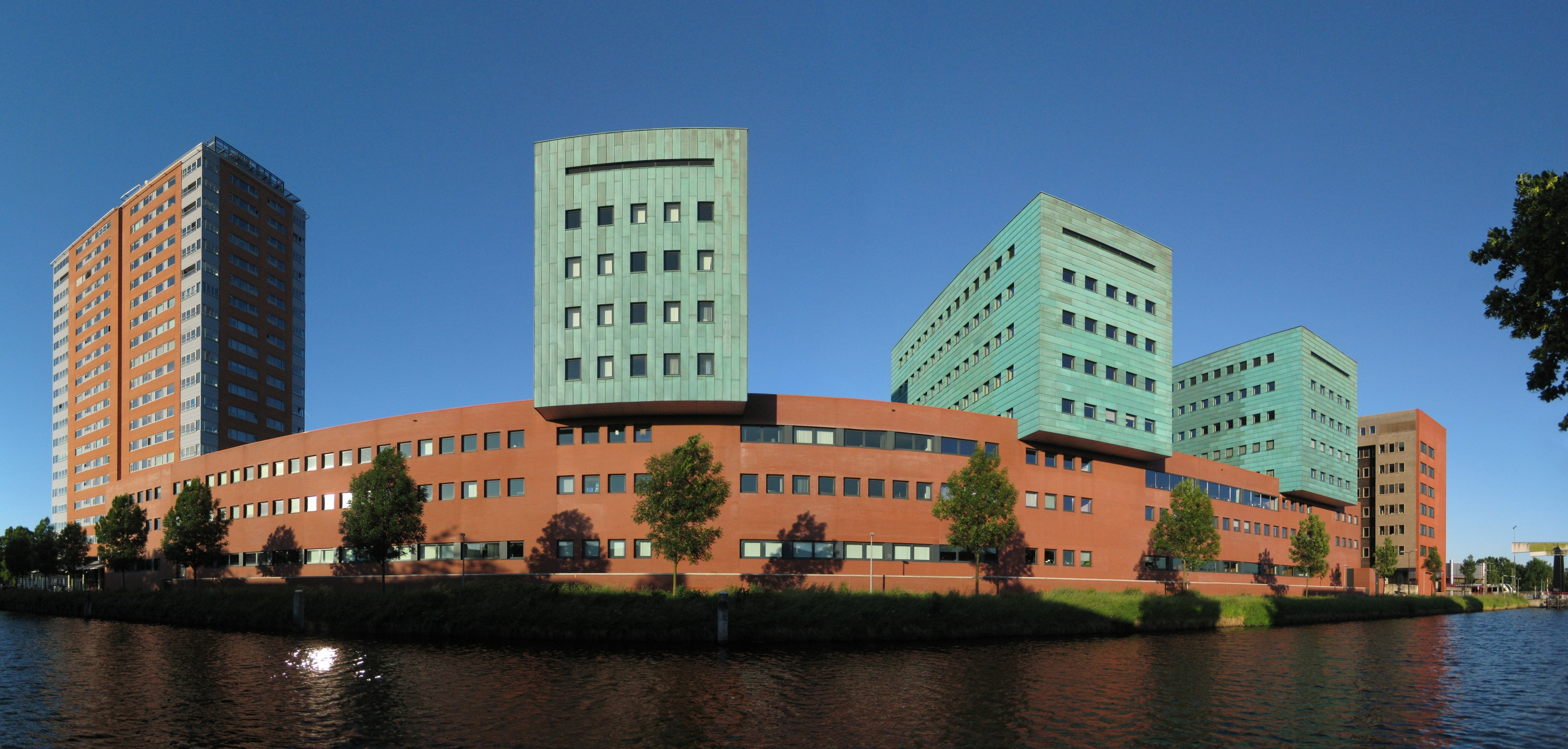
Cascadecomplex in Groningen

Bonnema heeft verscheidene opvallende kantoorgebouwen en kantorencomplexen in Nederland ontworpen, waaronder:
- Het PEN-dorp in Alkmaar, een structuralistisch complex uit 1982, met tuinontwerp door Mien Ruys.
- De Delftse Poort in Rotterdam, een van de kantoren van Nationale Nederlanden (met 93 en 150 meter hoge torens). Dit was tot mei 2009 het hoogste kantoorgebouw in Nederland.
- Het Boekhuis in Amsterdam, ontworpen als hoofdkantoor voor Elsevier Reed maar direct na oplevering verhuurd aan de belastingdienst.
- De Achmeatoren in Leeuwarden, is een beeldbepalende wolkenkrabber in deze stad.
- De Interpolistoren in Tilburg, kantoor van Interpolis.
- Het Cascadecomplex in Groningen, een kantorenpand waarvan ook de woontoren De Regentes deel uitmaakt.
- Het hoofdkantoor van de Sociale Verzekeringsbank in Amstelveen.

### Eerbewijzen
Tijdens zijn leven ontving Bonnema meerdere architectuurprijzen. Ook was hij Officier in de Orde van Oranje-Nassau. In onder andere Museum Boijmans Van Beuningen in Rotterdam en in het Museum of Modern Art in New York vonden exposities over zijn werk plaats.

## Nalatenschap
De nalatenschap van Abe Bonnema wordt beheerd door de  ir. Abe Bonnema Stichting.

### Villa in Hardegarijp

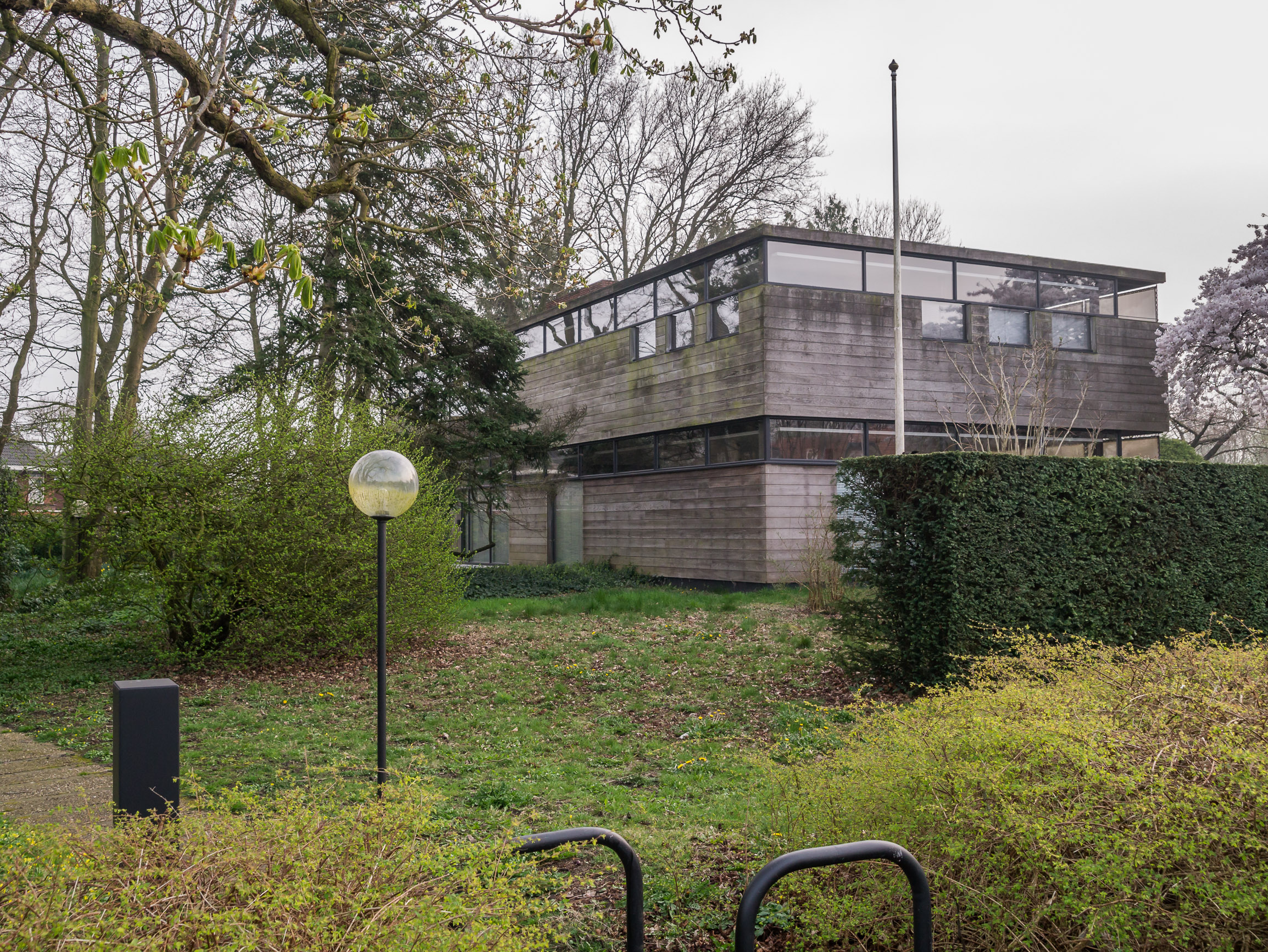
Villa van Bonnema

Bonnema's voormalige woonhuis met kantoor in Hardegarijp deed na zijn dood enige tijd dienst als consulaat-generaal van Mauritanië. In 2010 werd het pand aangekocht door de Vereniging Hendrick de Keyser. Het gebouw uit 1961 is een rijksmonument en is opgenomen in het Beschermingsprogramma Wederopbouw 1959-1965.

### Legaat voor architectuurmuseum

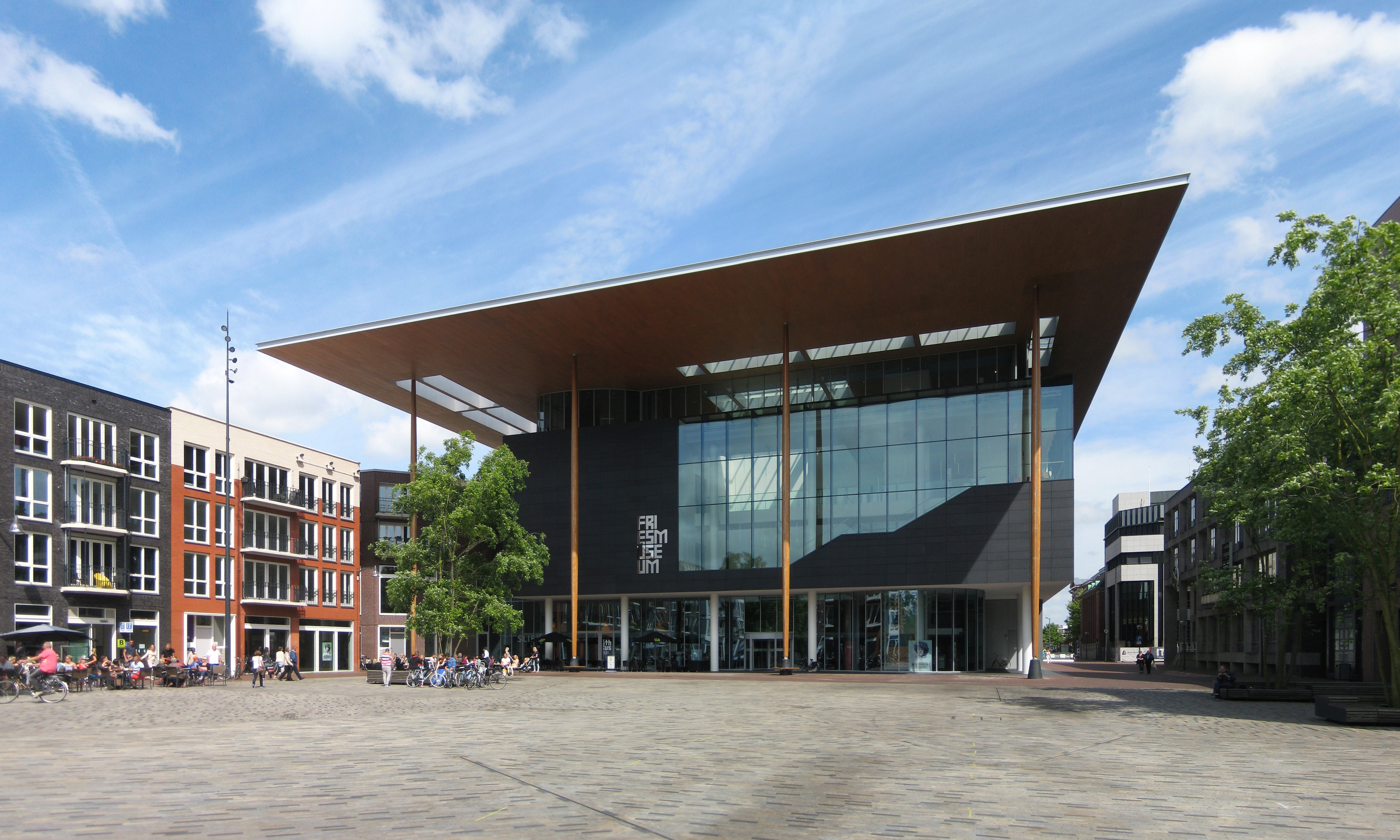
Nieuwe Fries Museum in Leeuwarden

Bonnema heeft onder voorwaarden een legaat nagelaten aan de stad Leeuwarden. Het geld moest aan een nieuw te ontwerpen onderkomen voor een architectuurmuseum besteed worden. Dit nieuwe museum moest op het Zaailand worden gebouwd en het ontwerp moest worden gemaakt door Hubert-Jan Henket in samenwerking met Bonnema Architecten, het architectenbureau van Bonnema uit Hardegarijp. Het gebouw is gerealiseerd en werd in 2013 geopend. De bestemming van het gebouw is echter een nieuwe locatie voor het Fries Museum geworden.

### Abe Bonnema Prijs
De Abe Bonnema Prijs wordt sinds 2013 jaarlijks uitgereikt en kent twee edities die elkaar afwisselen: de Abe Bonnema Architectuurprijs (50.000 euro) in de oneven jaren en de Abe Bonnema Prijs voor Jonge Architecten onder de 40 jaar (20.000 euro) in de even jaren. De prijs is bedoeld om het gedachtegoed van architect Abe Bonnema in ere te houden. Een onafhankelijke deskundige jury bekroont voorbeeldige en vernieuwende uitingen van architectuur die in de twee jaar voorafgaand aan de prijs in Nederland zijn gerealiseerd. Met het ontwerp voor het nieuwe Rijksmuseum Amsterdam wonnen de Spaanse architecten Antonio Cruz y Antonio Ortiz van architectenbureau Cruz y Ortiz de allereerste Abe Bonnema Architectuurprijs in 2013.
|      |                                                                   |                                                       |  |
| jaar | Abe Bonnema Architectuurprijs                                     | Abe Bonnema Prijs voor Jonge Architecten              |  |
| 2013 | Cruz Y Ortiz, Rijksmuseum Amsterdam                               |                                                       |  |
| 2014 |                                                                   | Marjolein van Eig, Koepel op de Overplaats, Heemstede |  |
| 2015 | Dick van Wageningen, Nationaal Militair Museum (NMM), Soesterberg |                                                       |  |
| 2016 |                                                                   | Ard de Vries, Landgoed Valkenberg, Dinkelland         |  |
| 2017 | Neutelings Riedijk Architecten, Stadhuis van Deventer             |                                                       |  |
| 2018 |                                                                   | Jan Nauta, Huis aan het Meer, Oudega                  |  |
| 2019 | Happel Cornelisse Verhoeven, Museum De Lakenhal, Leiden           |                                                       |  |
| 2020 |                                                                   | Ard Hoksbergen, Basisschool Veerkracht, Amsterdam     |  |
| 2021 | Korth Tielens en Marcel Lok, Spaarndammerhart, Amsterdam          |                                                       |  |
| 2022 |                                                                   | Laura van Santen (la-di-da), Dijkhuis, Strijensas     |  |
| 2023 | Ard de Vries en Donna van Milligen Bielke, Kunstwerf, Groningen   |                                                       |  |
| 2024 |                                                                   | Maarten van Kesteren, Nimeto, Utrecht                 |  |

### Abe Bonnema-leerstoel
In 2022 werd op initiatief van de ir. Abe Bonnema Stichting aan de Technische Universiteit Delft en aan de Faculteit der Letteren van de  Rijksuniversiteit Groningen een leerstoel opgericht, vernoemd naar Abe Bonnema. Als eerste bijzonder hoogleraar werd in mei 2022 de planoloog Zef Hemel (1957) benoemd op deze leerstoel met als leeropdracht het onderzoek naar de revitalisering van regio's buiten de Randstad, in het bijzonder Friesland en Groningen.
- Biografisch Portaal: 14066317
- Gemeinsame Normdatei: 12072328X
- International Standard Name Identifier: 0000 0000 7863 002X
- Library of Congress Control Number: n98059174
- RKD-Nederlands Instituut voor Kunstgeschiedenis: 120909
- Union List of Artist Names: 500032817
- Virtual International Authority File: 95883659
- WorldCat: E39PCjM7kbV73hTthGhRcrGpMX